# David Douglas Duncan
David Douglas Duncan (Kansas City, 23 de janeiro de 1916 – Grasse, 7 de junho de 2018) foi um americano fotojornalista que é mais conhecido por seu dramático combate de fotografias.

## Livros
- Isso É Guerra!  (1951)
- O Mundo Privado de Pablo Picasso (1958)
- O Kremlin (1960)
- Picasso Picasso (1961)
- Yankee Nomad (1966)
- Eu Protesto!  (1968)
- Auto-Retrato: EUA (1969)
- Guerra Sem Heróis (1970)
- Prismatics (1972)
- David Douglas Duncan [portfólio] (1972?)
- Adeus Picasso (1974)
- O Silêncio Studio (1976)
- Magia Mundos de Fantasia (1978)
- O Frágil Milagre de Martin Gray (1979)
- Viva Picasso (1980)
- O Mundo de Deus (1982)
- Nova York/New York (1984)
- Girassóis de Van Gogh (1986)
- Picasso e Jacqueline (1988)
- Um Jardim Secreto (1992)
- Thor (1993)
- Picasso Pinta um Retrato (1996)
- Yo-Yo (1999)
- Sem rosto (2001)
- Foto Nomad (2003)
- Picasso & Caroço (2006)